# 第2次トランプ政権による不法移民の強制送還

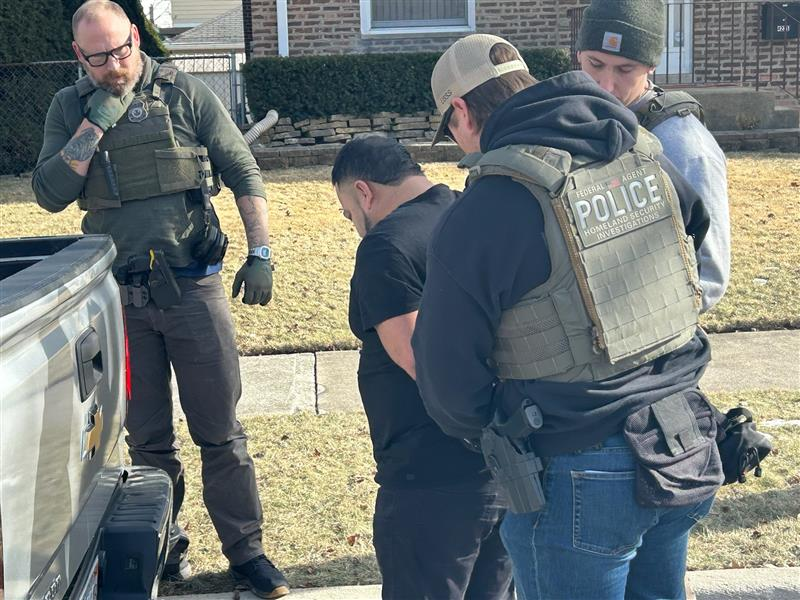
アメリカ合衆国移民・関税執行局が男性を拘束する様子（2025年1月26日）

2025年1月、ドナルド・トランプ大統領の2度目の就任式が1月20日に行われたのを受けて、アメリカ合衆国では不法移民の大量強制送還が始まった。
2025年1月23日、アメリカ合衆国移民・関税執行局（ICE）は聖域都市での家宅捜索を開始し、数百人の不法移民を拘束、強制送還を行った。また、第2次トランプ政権はこれまでの方針を覆し、学校、病院、礼拝所での捜索もICEに許可した。
ICEの捜索は、農業、建設業、接客業にも大きな影響を与えた。ピュー研究所は、2022年には米国内の不法移民の総人口は1100万人を超えると推定していた。
トランプは2016年アメリカ合衆国大統領選挙期間中、第1次トランプ政権、2024年アメリカ合衆国大統領選挙でも不法移民の強制送還を公約の一つとしていた。

## 背景
2025年1月、報道各社は不法移民に関する事件の35％において、不法移民者に対して国外退去命令が出ても当の本人は出頭しなかったと発表した。2024年末には約350万件、不法移民に関する裁判が行われていた。

### 2016年の選挙期間中
2015年8月、2016年の選挙期間中、トランプは移民政策の一環として不法移民の大量強制送還を公約に掲げた。ニューハンプシャー州デリーで開かれた選挙期間中初のタウンホールミーティングでトランプは、もし自分が選挙に勝った場合について、「私の大統領就任初日には、彼ら（不法移民）は素早く退場することになる」と語った。
トランプは、1950年代のアイゼンハワー政権時代の「ウェットバック作戦」に倣った、この計画を実行するための「強制送還部隊」の設置を提案した。
2016年6月、トランプはツイッターで、「私はメディアの言う「大量強制送還」というものは好きではない。」と述べた。その後6月には、トランプは自身の移民政策に「大量強制送還」は含まれないと述べた。しかし、2016年8月31日、トランプの姿勢が「軟化」したという報道がされるようになっていたころ、トランプは強硬な政策を打ち出す。トランプは、「不法に米国に入国した人は誰でも国外追放の対象になる」と繰り返し述べた。対象は重大な犯罪を犯した人やビザの期間を超過して滞在した人などである。また、トランプは、合法化を求める現在不法移民は一度帰国し、合法的に再入国しなければならないとも指摘した。

### 第1次トランプ政権
第1次トランプ政権下においては、トランプの主張とは反対に、不法移民の強制送還数は激減していた。トランプ大統領のもとで、アメリカ合衆国移民・関税執行局（ICE）は何百もの地域への家宅捜索を行い、不法移民家族に退去命令を送ったが、バラク・オバマ大統領のもとで強制送還された数ほど多くの不法移民を強制送還したわけではない。第1次オバマ政権下の3年間（2009・2010・2011）では計約118万人が強制送還されたが、第1次トランプ政権の3年間（2016・2017・2018）では計約80万人が強制送還されるにとどまっている。大統領在任最終年（2019）、トランプはさらに18万6千人の不法移民を強制送還したが、大統領在任期間中の総送還数は100万人弱となった。

### 2024年の選挙期間中
『ニューヨーク・タイムズ』紙は、トランプが「第1次トランプ政権 ”以上”の移民に対する取り締まりの実施」を計画しており、その中には「すでに米国にいる不法移民を広大な規模で一網打尽にし、国外追放、もしくは広大な収容所に拘留する準備を進めている」とし、「アメリカの現代史で見たことのない規模の移民に対する攻撃となる」と報じた。『ニューヨーク・タイムズ』紙はまた、トランプの相談役が移民権に関する法を専門分野とする弁護士にも論述で勝てるような「電撃的」戦略を準備しており、トランプの計画は新たな立法を必要とせず、既存の法令に依拠するものだと考えられているが、立法も試みられる可能性が高いと報じている。トランプの計画は、最高裁で大きな争点となることが予想され、特に住宅、農業、サービス業において社会的・経済的な苦難をもたらすだろうとも報じた。
トランプは集会で、合法移民と不法移民の区別を曖昧にし、どちらの移民も強制送還すると宣言した。
トランプは1500万人から2000万人を強制送還すると表明していたが、不法移民の推定数は1100万人に過ぎない。アメリカ移民評議会によれば、トランプの計画を「最低で」見積もった場合、少なくとも3150億ドル、10年間で9679億ドルの費用がかかり、大規模な屋外収容所なしでは実行不可能だという。ブルッキングス研究所とピーターソン国際経済研究所が作成した経済に関する報告書によると、トランプの計画はアメリカ出身の労働者の雇用を減少させ、「この政策だけでは第2次トランプ政権の経済成長はない」とし、GDPが4.2 - 6.8％縮小するのではないかとした。
トランプはまた、国籍がいくつかある家族を分離することも否定していない。ちなみに、ほとんどの不法移民は16年以上アメリカに住んでいる。
トランプは、自身の計画は「アイゼンハワー・モデル」に従うと述べている： 「アイゼンハワー・モデルに従って、アメリカ史上最大の国内強制送還作戦を実行する」と発言していた。年間数百万人を強制送還するという目標を達成するために、トランプは適正手続きの審理を必要としない強制送還の形態を拡大する意向を表明しており、合衆国法典第8編第1225条の元、迅速な強制送還権限によって達成されるだろうとした；1798年に制定された外国人・治安諸法内の外国の敵に関する法、1807年に制定された反乱法を根拠として、軍隊が移民を逮捕することを許可し、その結果、民警団法の違反に抵触する可能性を回避すると考えられている。
トランプは、連邦捜査官による捜査から管轄をアメリカ合衆国移民・関税執行局、地元の警察官や保安官、アルコール・タバコ・火器及び爆発物取締局、麻薬取締局の捜査官、共和党が州首相を務める州の州兵（志願）に移すこととした。
連邦議会が予算案を拒否した場合には、不法移民は軍事予算から転用された資金で建設された大規模な収容所に収容されることとなる。ICEによる家宅捜索は、職場や公共の場まで規模を広くした捜索となると考えられている。スティーブン・ミラーは、不法移民について「国境付近の大規模な施設、おそらくテキサス州内」に連行され、強制送還の前に収容所に収容されると述べている。トランプは2024年9月の集会で、強制送還の努力は「血なまぐさい話になるだろう」と聴衆に語った。彼はまた、ブルーシティー（民主党が政治を執行している自治体）でホームレスを一網打尽にし、収容所に抑留するとも口にしている。また、トランプや内閣は、子どもの無期限拘束を防ぐフローレス和解案を覆そうとすると考えられている。

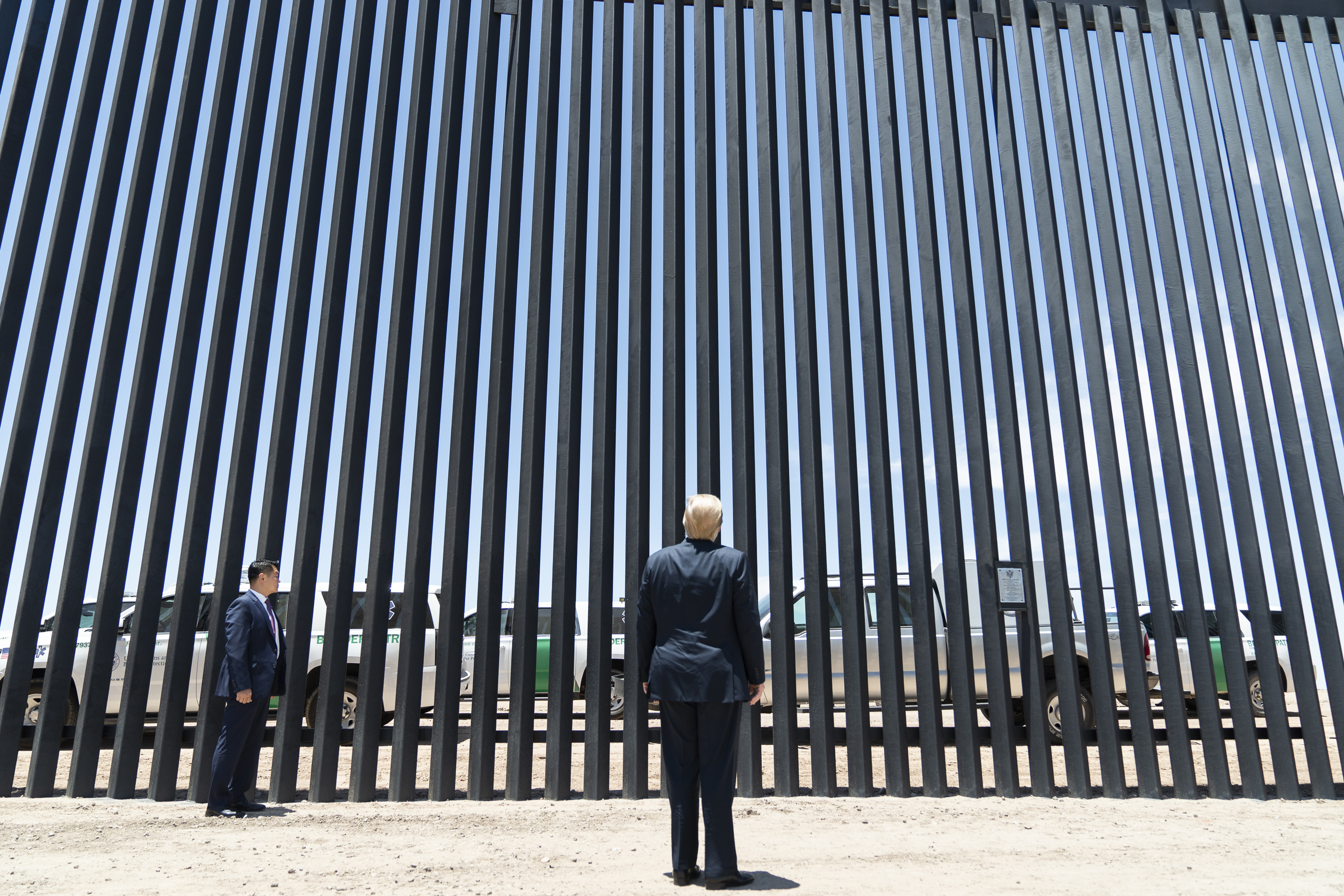
トランプは当選すれば「南部国境の壁を ”完成” させる」と宣言している。

トランプは、特定のイスラム教徒が多い国からの入国禁止措置を復活させ、不法移民がインフルエンザ、結核、疥癬などの感染症を持っていると主張することで、アメリカ疾病予防管理センターに対して、亡命申請に対するコロナ禍の制限を再び適用させると宣言している。また、トランプは、メキシコとアメリカの壁を増築し、現在海外に駐留している数千の米軍部隊を南部国境に移動させるとも発言している。
その他の公約には、2021年のターリバーンによるアフガニスタン占領後にアメリカに移住したアフガニスタン人を含む、アメリカ在住の個人に対する一時的な保護資格の剥奪が含まれている。それを実際に行うかによって、部隊は「再検討」される可能性がある：不法滞在者の両親から米国で生まれた赤ん坊の生得権及び市民権を停止する公約；入国管理局への協力を二国家間の外交の最低条件とすることで、強制的な外交を行うという公約；その他、「メキシコ残留」の復活、中米の数カ国との「安全な第三国」関係の復活（対象はアフリカ、アジア、南米にも拡大する可能性がある）などの公約。
トランプ陣営は、2020年に「国土安全保障省対カリフォルニア大学の評議員」の最高裁判決で若年移民に対する国外強制退去の延期措置（DACA）対象者の即時国外追放に関する政策が5対4で「棄却するべき」との判決を受けたのを受け、第2次政権では遂にDACA対象者の即時国外追放を行うという意向を表明している。トランプ陣営は、トランプのかつての子ども分離政策を復活させるかどうかは明言していない。
2024年10月、トランプはアメリカ合衆国税関・国境警備局の捜査官を採用・確保するための公約を発表した。公約には、捜査官の賃金を10％引き上げ、1万ドルの維持・契約ボーナスを支給し、1万人の捜査官を新規採用することなどが記載されていた。

## 逮捕と国外追放

### トランプ政権の立場と政策

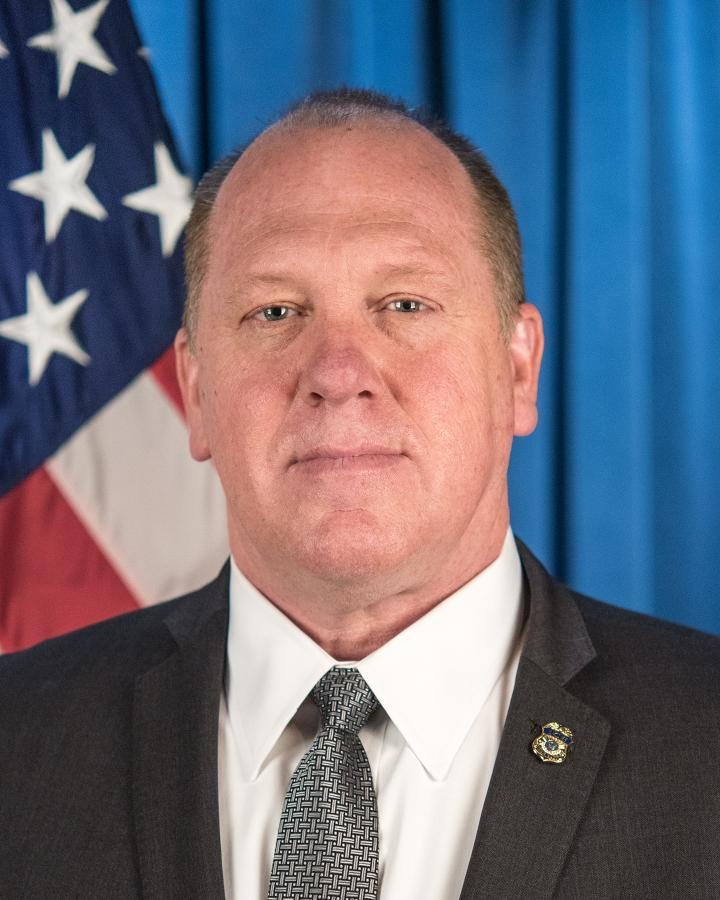
「アメリカ＝メキシコ国境のツァーリ（皇帝）」とも呼ばれたトム・ホーマン。

2024年のアメリカ合衆国大統領選挙で勝利したトランプは、2025年の政権発足と同時に大量強制送還について「開始するしか選択肢はない」と述べた。実施費用についてトランプは、「人々が殺し殺され、麻薬王が国を破壊し、そして今、奴らはアメリカに留まらず、それぞれの国に戻ろうとしている。（経済的な）代償はない」と述べた。
2017年1月から2018年6月までトランプ政権下でアメリカ合衆国税関・国境警備局長の前局長代理だったトム・ホーマンは、2025年について「この国がこれまで見たこともないような最大の強制送還用部隊を動かす」と述べた。2024年11月、ホーマンは強制送還計画に従わない州について、連邦政府からの資金を削減することを提案した。
トランプの2024年大統領選勝利を受けて、私立刑務所運営会社の株価は大幅に上昇し、GEOグループのCEOは決算説明会でトランプの2度目の大統領就任を「前例のないチャンス」と呼んだ。2020年1月現在、ICEによって拘留された人々の81％が私立刑務所に収容されており、コアシビックとGEOグループではICEとの契約が収益の30％を占めている。
2025年1月下旬、ホーマンはバイデン政権が一時的に受け入れた移民を国外退去の対象にする可能性があるとのメモを提出した。
2025年1月19日、『ウォール・ストリート・ジャーナル』紙は、ボストン、シカゴ、デンバー、ロサンゼルス、マイアミ、ニューヨーク、サンアントニオ、ワシントンD.C.で捜査が実施される可能性があると報じた。
26州（アラバマ州、アラスカ州、アーカンソー州、フロリダ州、ジョージア州、アイダホ州、インディアナ州、アイオワ州、ルイジアナ州、ミシシッピ州、ミズーリ州、モンタナ州、ネブラスカ州、ネバダ州、ニューハンプシャー州、ノースダコタ州、オクラホマ州、オハイオ州、サウスカロライナ州、サウスダコタ州、テネシー州、テキサス州、ユタ州、バージニア州、ウェストバージニア州、ワイオミング州）の共和党所属の知事は、「危険な犯罪者を国外退去させるというトランプ政権の取り組みを支持することに引き続き全面的にコミットする」という趣旨の発言を行った。
1月22日、国土安全保障省（DHS）は、病院、礼拝所、法廷、葬儀、結婚式、学校といった機密性の高い場所での不法移民を保護してきたオバマ政権時代の政策を撤回すると発表した。報道官は、トランプ政権は法執行機関の手を縛り、法を破るようなことは一切ないとしている。
2025年1月23日、国土安全保障省（DHS）は、トランプ大統領の移民政策の遂行を支援するため、多数の連邦政府機関の法執行要員を公認した。ベンジャミン・ハフマン国土安全保障長官代理のメモは、麻薬取締局、アルコール・タバコ・火器及び爆発物取締局、連邦保安官局など、司法省などのいくつかの法執行機関に「移民担当官」を派遣した。ジェームズ・マクヘンリー司法長官代理に宛てたメモには、FBI捜査官にはタイトル8権限として知られる、移民関連の逮捕について記述されており、この権限は2025年1月現在、他の機関にも与えられている。
1月23日、アトランタ、ボストン、デンバー、マイアミ、ニューヨーク、ニューアーク、フィラデルフィア、シアトル、ワシントンD.C.で、ICEによる強制捜査が行われ、538人の不法移民が拘束された。ニューアーク市長は、ICEが地元の施設に踏み込み、不法移民だけでなく退役軍人を含む市民も令状なしに拘束したと主張した。ホワイトハウスは、「トランプ政権は、テロリスト容疑者、トレン・デ・アラグア（ギャング）のメンバー4人、未成年者に対する性犯罪で有罪判決を受けた不法入国者数人を含む538人の不法移民犯罪者を逮捕した」と発表した。

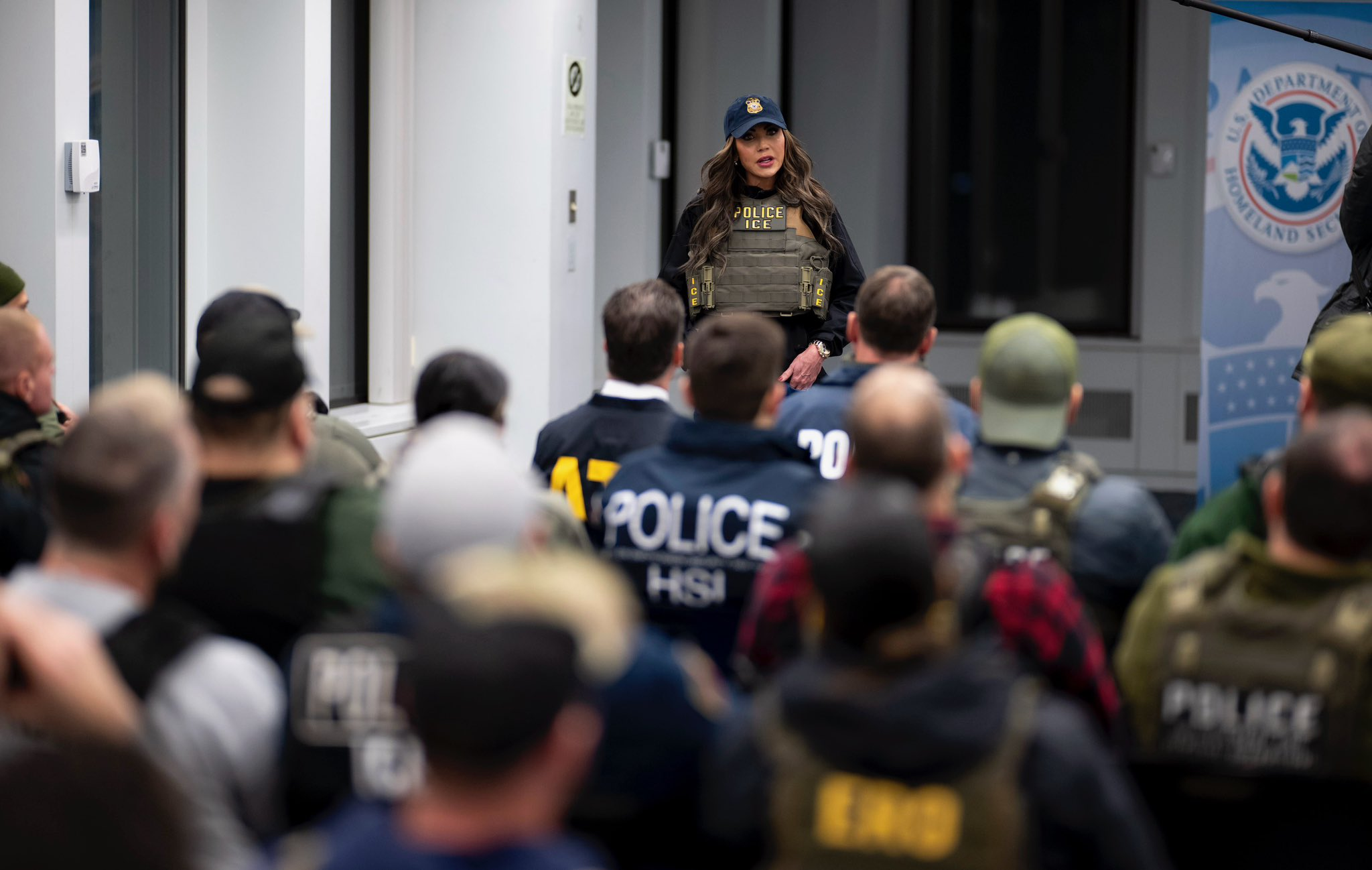
アメリカ合衆国移民・関税執行局（ICE）による家宅捜索中に、法執行官に指示を行うクリスティ・ノーム米国国土安全保障長官（写真においては指揮官の役割。2025年撮影）

2025年1月28日早朝、クリスティ・ノーム米国国土安全保障長官は、ICEを含む複数の連邦法執行機関とともに、ニューヨーク市での不法移民の家宅捜索を指揮した。ノーム長官がXに投稿した動画には、不法移民が逮捕される様子が映っていたが、その後、コロラド州で未解決だった誘拐・暴行・強盗事件の容疑者が拘束されている様子であることが確認された。

### メディアによるキャンペーン
ICEによる逮捕や強制送還の件数が比較的少ない中、第2次トランプ政権は、手錠をかけられた強制送還者の画像をソーシャルメディアに投稿したり、古いICEのプレスリリースのタイムスタンプを更新することでグーグル検索を操作したり、ドクター・フィルのような著名人にICEの捜査に同行させたりして、強制送還の存在をメディアで煽ろうとした。
2025年2月、ホワイトハウスは、手錠をかけられた移民が強制送還のフライトの準備をする様子を映したビデオをソーシャルメディアに投稿した。手錠と鎖がジャラジャラと音を立てながらカゴから引き出され、空港の駐機場に他の移民の隣に並べられる映像とともに。この動画には「ASMR：Illegal Alien Deportation Flight」というキャプションが付けられ、ICEのシアトル事務所が別のキャプションとともにシェアした。この映像に対する反応はさまざまで、映像に映し出された様子を称賛する声もあれば、嫌悪感や非人間性を訴える声もあった。

## 追放
トランプ大統領の就任初月に強制送還された人数は、国外退去と祖国帰還の両方を含めて37,660人で、2024年のバイデン政権下での月平均57,000人をはるかに下回っている。

### 航空機による送還
前提として、米国が一方的に他国に不法移民を送還することはできない。強制送還を受け入れるには、それぞれの国との間で合意が確立される必要があり、外交関係がなければならない。中国やキューバのように強制送還された不法移民の受け入れをほとんど拒否している国もあれば、ベネズエラのように米国と国交のない国から拒否されているというケースもある。ICEはこれまで、送還されるまでの間、不法移民に対して手錠や鎖を付けていた； しかし、2025年の航空機による強制送還の開始以来、複数の国から手錠と鎖の使用について問題が提起されている。

#### グアテマラ
数百人の不法移民が、軍用機によって強制送還された。ある国防省当局者は、グアテマラ行きの2つの強制送還用の軍用機が同日夜、81人の強制送還者を乗せて飛び立ったと語った。グアテマラ当局者は後に、国防省当局者が語った機体は79人しか送還していないと述べた。

#### メキシコ
2025年1月23日、メキシコは米軍機の着陸を拒否し、グアテマラ行きの2機が離陸したのに対し、メキシコ行きの機体は離陸しなかった。その週の末、ホワイトハウスのカロリン・リーヴィット報道官は、「メキシコが強制送還用の航空機（アメリカ合衆国移民・関税執行局の航空機と政府チャーター便）を、1日に4便ほど受け入れた」とSNSに投稿した。

#### コロンビア
2025年1月26日、コロンビアのグスタボ・ペトロ大統領は、国外追放されるコロンビア人を乗せた米軍機2機の同国への着陸を拒否し、国外追放者は「尊厳ある扱い」を受けるべきであり、民間機でコロンビアに送還するよう要求した。トランプはペトロに関税をかけると脅しをかけた。その日のうちに、アメリカ政府もコロンビアに関税を課すと通告した。コロンビア政府関係者は、強制送還される不法移民を手錠をかけられたり、帰国後のコロンビア市民を機内で撮影したりすることはなく、国外退去者は軍関係者ではなく、国土安全保障省職員がエスコートすることを条件に着陸を受け入れたと語った。その後、ホワイトハウスは、コロンビアが航空機の着陸を許可することに同意したと発表した。コロンビアのイバン・ドゥケ前大統領は、ペトロの決断について批判し、Xで次のように述べた：ペトロ政権は、ポピュリストの偏見と反米思想よりも今は国を優先し、強制送還されたコロンビア人を受け入れるためのプロトコルを速やかに確立することが急務である。

#### パナマ
2025年2月12日夕方、第三国からの移民を乗せた米軍機のうち最初のものがパナマに着陸した。パナマのホセ・ラウル・ムリーノ大統領は、これらの飛行機で約360人の移民が到着し、ダリエン県のキャンプに移送され、本国に送還されるか、米国の費用負担でさらに他の国に移動すると述べた。国際移住機関（IOM）は、国連難民高等弁務官事務所と同様に、パナマの要請に応じてこれらの移民に支援を提供していると述べた。
パナマ政府はこれらの移民をデカポリス・ホテルに監禁した。弁護士やジャーナリストはほとんど不法移民と接触することができなかった。ジャーナリストと連絡を取ることができた移民たちは、出身国に戻れば迫害やそれ以上の事態になることを恐れた亡命希望者であると語ったが、米国土安全保障省の担当者は、米国での手続きや拘束中にそのような恐れを主張した者はいなかったと主張した。移民たちのうち、少なくとも1人は自殺を図り、もう1人は監禁から逃れようとして負傷したと述べた。イラン出身の27歳の英語教師であるアルテミス・ガセムザデは、イスラム教からキリスト教に改宗していたが、これはイランでは死刑に当たる。イランではキリスト教徒に対する迫害が続いているため、ガセムザデは、自分や他のイランのキリスト教徒がイランに戻れば死刑になるのではないかと恐れていると語った。また、ガセムザデは、他の移民のために情報の翻訳を手伝っていた米兵から、不法移民がパナマに連行されることに触れないように頼まれたと言い、アメリカでの亡命申請について聞かれたことも、それに関する言及を許可されたこともないと言った。PARS Equality Centerの最高執行責任者であるペイマン・マラズは、「国境に到着するのは、イランのキリスト教徒など、最も迫害され、絶望している人々であることが多い」と指摘した。
2月18日夜、パナマ当局は移民約170人をパナマ・シティから4時間のところにあるサン・ビセンテ収容所に移した。サン・ビセンテ収容所は、ダリエン地峡を突破した人々を収容していた施設である。ジャーナリストや弁護士たちは、まだ移民たちと連絡を取ることができないでいる。その間に、中国からの女性とされる少なくとも1人の移民が監禁を逃れ、アイルランドからの別の女性は自発的に帰国した。
パナマの政治家やコメンテーターは、これらの作戦はパナマの法律や国際法に反しており、パナマが「中米のグアンタナモ」になってはならないと異議を唱えた。

#### コスタリカ
2025年2月20日夕方、65人の子どもを含む東欧諸国から米国への不法移民135人がコスタリカに到着した。地元当局はただちに不法移民をバスに乗せ、パナマとの国境近くにある移民のための一時的な施設に6時間かけて向かった。この施設は元木材製品施設で、2017年に大規模な改築が行われた。報道によれば、米国が不法移民の輸送費を負担し、IOMが移住の支援を行うという。
コスタリカの独立したオンブズマン事務所（住民の擁護者）は、移民と面会しインタビューを行い、不法移民の扱いに関する問題を詳細に報告した。オムブズマン事務所は、移民が「目に見える苦痛」を抱えて到着し、アメリカを出発した後の行き先が不明であったこと、海外の親族と連絡を取ることが許されなかったこと、身分証明書を取り上げられたこと、そして到着後に適切な医療やその他のサービスが提供されなかったことを指摘した。コスタリカの治安大臣マリオ・サモラは、不法移民が一時的な医療施設に到着した際に適切なケアを受けたと述べ、「オムブズマン事務所の報告は空港で移民と接触した限られた情報に基づいている」と主張したが、この主張はオムブズマン事務所によって拒否されている。
これに先立ち、コスタリカのロドリゴ・チャベス・ロブレス大統領は、「自国がアメリカからの移民を受け入れているのは、経済的に強力な北の兄弟を助けているからだ」と述べた。

### グアンタナモ湾の利用
2025年1月29日、トランプは数万人の移民を収容するために、グアンタナモ湾収容キャンプを使用するとして、準備を命じた。
1ヵ月以内に、数百人の移民がグアンタナモに移送された。その中には、グアンタナモに収容された後2月20日にベネズエラに到着したベネズエラ人が177人いる。

## 影響

### 教育
カリフォルニア州、ニューヨーク州、ジョージア州、イリノイ州など、一部の地域ではすでに、学区の教師、職員、管理職は、裁判所が発行した有効な令状が提示されない限り、ICE当局者に応じたり、校内に立ち入らせたりしてはならないとの指令が出されているという。 他、いくつかの学校では、大統領就任直後、生徒の保護者から、ICE捜査官が校内に出入りできるのではないかという懸念の電話があったという。

### 経済
アメリカ移民評議会は、10年間で100万人の強制送還を実施した場合の連邦政府の支出を9,679億ドルと見積もっている。
2025年1月にトランプが大統領に就任した直後、大量強制送還の噂やICEによる捜査強化の懸念が農業セクターに影響を及ぼし、就任式の翌日から出勤する現場労働者が激減したとされている。
トランプ大統領が軍用機を使って不法移民を強制送還すると発表された後、1回のフライトごとにかかる費用は85万ドル以上と見積もられた。直近の強制送還フライトには、それぞれ約80人が搭乗していた。
米国において、建設業、製造業、農業、サービス業、保育業などは、不法移民を大量に雇用している業種とされている。アダム・トゥーズは、計画されている強制送還は「米国経済の大部分に、転がり落ちるような不況」を引き起こし、物価の上昇によって前述の業種以外の人々にも影響を及ぼすだろうと述べた。カリフォルニア州の二世農民連盟の会長マヌエル・クーニャ・ジュニアは、「私達、労働力を奪えば、あなた方は食べられなくなる。食料システムが動かないので、国は止まってしまう」と述べた。また不法移民の児童が不足すれば、離職を余儀なくされる保育従事者も出てくると考えられている。

### 保健衛生
ワシントン州とジョージア州の病院は、ICEが病院で人々を逮捕する可能性があると報道された後、ICEから質問を受けた場合は警備員や上司に対して警告・報告を行うようスタッフに伝えたという。テキサス州とフロリダ州では、医療施設に対して「患者のうち、不法移民であるかを尋ね、無許可で米国に住む移民に医療を提供することで納税者が負担するコストを集計すること」を義務付けた。

### ICE職員のなりすまし
2025年2月、強制送還が進められていく中、法執行機関が少なくとも3つの州でICE職員になりすましたとされる人物を逮捕したことが報じられた。サウスカロライナ州ではショーン＝マイケル・ジョンソンが逮捕され、「ラテン系男性のグループ員を拘束した」と報じられた後、誘拐と警察官になりすました罪で起訴された。ジョンソンはICEのふりをしながら「メキシコから来たのか？メキシコに帰るんだ！」と言ったりしていたという。ノースカロライナ州では、ICE職員になりすまし、女性に対して「従わなければ強制送還する」と脅して性的暴行を加えた容疑でカール・トーマス・ベネットが逮捕された。ペンシルベニア州では、学生寮に入ろうとし、集団で警察とICEのシャツに身を包みなりすましていたとして、テンプル大学の学生が起訴された。その後ペンシルベニア州内の地元のビジネスを妨害するために移動したとされる。

### ネイティブ・アメリカンについて
2025年1月23日、アリゾナ州ナバホ・ネイションの部族指導者たちは、「都市部に住むナバホ族から、ICEに呼び止められた後に質問されたり、拘束されたりしたという内容の電話やメールを受け取った」と報告し、ナービックヤティ委員会の会合でこの話題について詳しく議論した。アリゾナ州議会第6区選出のテレサ・ハタスリー州上院議員も委員会に参加し、ナバホ語で報告を行った。ハタスリーは、携帯電話もなく、家族や部族と連絡を取ることもできないまま何時間も拘留されたという8人のナバホ族市民に関する件について電話を受けたと議会に報告した。
トホノ・オオダム・ネイション（アリゾナとメキシコの国境の両側に先住民族居住地があり、米国税関・国境警備局が数十年にわたり駐在している）で育ち、現在も在住しているエイプリル・イグナシオは、トランプ政権の新政策は、フェニックス_(アリゾナ州)やツーソン_(アリゾナ州)におけるアリゾナ原住民に対するレイシャル・プロファイリングを助長するものであり、「新しく衝撃的な方法で」部族の居住地に攻撃を行っており、結果的に居住地への注目を集め、部族の対応に拍車をかけるだろうと述べた。
シアトルの連邦裁判官がトランプ大統領の出生地主義を終了させる大統領令を一時的に差し止めた後、アメリカ合衆国司法省はその大統領令の合憲性を擁護するため、法廷において、ネイティブアメリカンは「アメリカ合衆国の管轄下にある」わけではないため、アメリカ合衆国憲法修正第14条の下で出生地主義における市民権を持っていないと主張し、したがって不法移民の子供たちも同様に出生地主義における市民権を持つべきではないと述べた。1924年のインディアン市民権法により、ネイティブアメリカンにはアメリカの市民権が与えられている。

### 統計
| 日付             | 統計 (前日比をもととする百分率) |
| ---------------- | ------------------------------- |
| 1月23日          | 538                             |
| 1月24日          | 593(+9.27% )                    |
| 1月25日          | 286(-51.8% )                    |
| 1月26日          | 956(+334% )                     |
| 1月27日          | 1,179(+23.3% )                  |
| 1月28日          | 969(-17.8% )                    |
| 1月29日          | 1,016(+15.6% )                  |
| 1月30日          | 962(-5.3% )                     |
| 1月31日          | 913(-5.1% )                     |
| 2月1日           | 864(-5.4% )                     |
| 2月2日           | 736(-14.8% )                    |
| 2月3日           | 715(-2.9% )                     |
| 2月4日           | 815(+14% )                      |
| 2月4日までの合計 | 10,542                          |

## 法的問題
1月25日、シカゴの一部の移民権利団体が、シカゴのような聖域都市に対して特に重点的に行われた強制送還計画は合衆国憲法に違反するとして、トランプ政権を相手取り連邦訴訟を起こしたことが報じられた。レイズ・ザ・フロアー・アライアンスのソフィア・ザマン事務局長は、今回の強制捜査の動機は、シカゴ市の政策に対するトランプ政権の報復であると主張した。
病院、礼拝所、学校といったプライベートな場所から移民を保護するオバマ政権の指令の撤回が発表された直後、クエーカー教徒の連合がトランプ政権を相手取り、礼拝所でのICEの捜査を阻止するための訴訟を起こした。この集団訴訟における原告には、フィラデルフィア年会、ニューイングランド年会、ボルチモア年会、アデルフィ友会、リッチモンド友会などが含まれていた。クエーカー教徒の原告は、入国管理局による逮捕や捜索の可能性によって、共同礼拝の習慣に影響を及ぼすこととなると主張した。

## 抗議運動

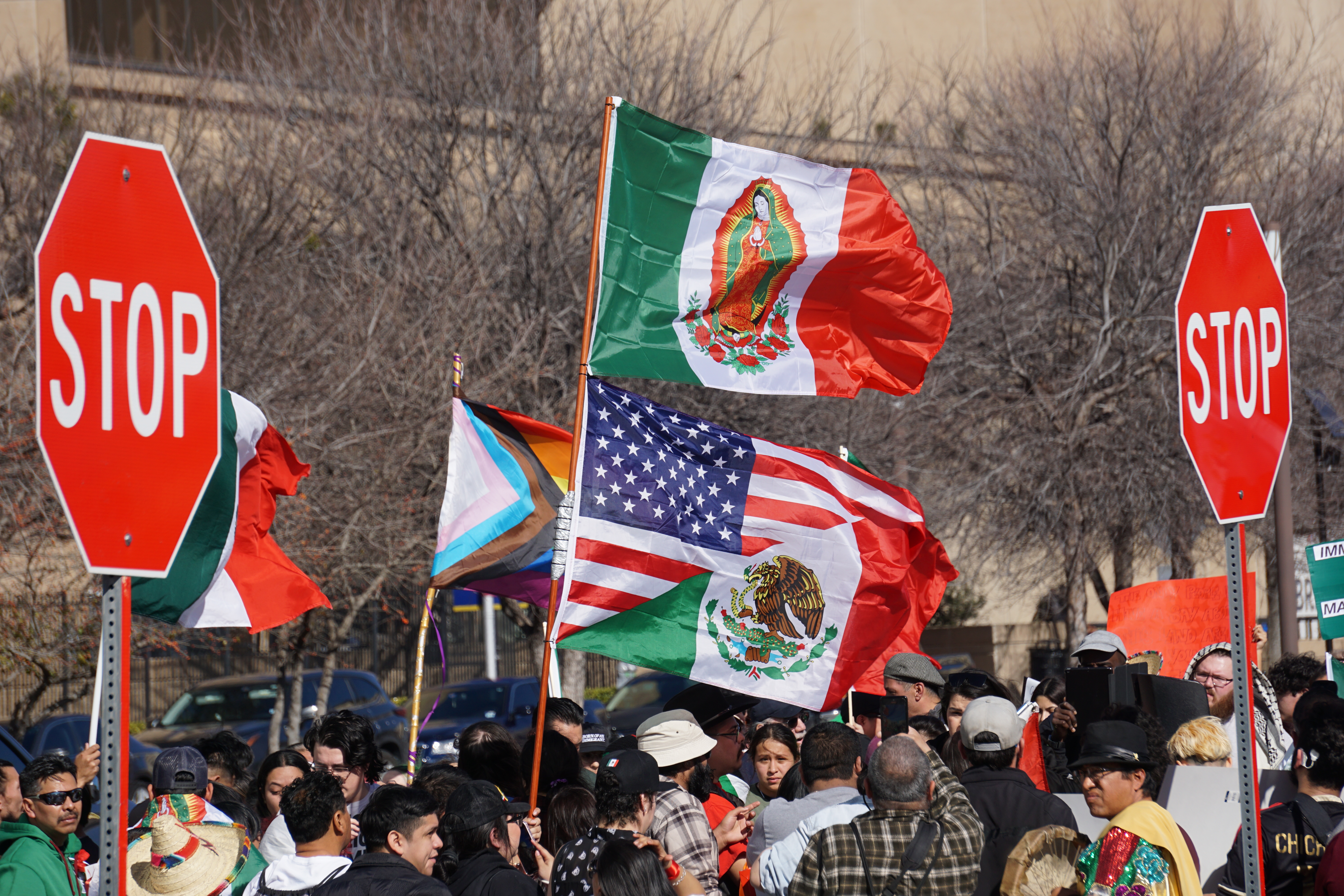
強制送還に反対するデモの様子（2025年2月2日、ダラス）

トランプ政権下で強化された対移民政策とICEの活動拡大に反対するデモが全米で発生した。テキサス州、カリフォルニア州、アラバマ州、サウスカロライナ州、インディアナ州で、主にロサンゼルスなどの大都市圏でデモが行われた。 サウスカロライナ州チャールストンで行われた抗議デモでは、許可なく25人以上の集団で集まったとして、7人のデモ参加者が逮捕・拘束された。